# Fodboldfeber 8:8 - Sygt uretfærdige dommere!
|  | Denne artikel er oprettet af botten Steenthbot ud fra en ekstern database. Den kan derfor have sproglige fejl eller mangler. Denne skabelon kan fjernes efter kontrol af indholdet. |

Fodboldfeber 8:8 - Sygt uretfærdige dommere! er en norsk dokumentarfilm fra 2021 instrueret af Line Hatland.

## Handling
Alle hold har det til fælles, at de gerne vil vinde deres kampe til Norway Cup. Men når nogen vinder, betyder det også, at andre taber – og det er ikke sjovt. 
’Fodboldfeber’ er en serie i 8 afsnit om verdens største fodboldcup for børn – Norway Cup.